# Victory (album)
Victory – jedenasty album muzyczny niemieckiego heavymetalowego zespołu Running Wild. Wydawnictwo ukazało się 10 stycznia 2000 roku nakładem wytwórni muzycznej GUN Records.
Nagrania zostały zarejestrowane w 1999 roku w znajdującym się w Hanowerze Horus Sound Studio. Jest to ostatni album z trylogii dotyczącej dobra i zła. To ostatnie wydawnictwo zespołu nagrane z gitarzystą Thilo Hermannem i basistą Thomasem Smuszynskim, a także pierwszy z perkusistą Angelo Sasso.

## Lista utworów
Opracowano na podstawie materiału źródłowego.
1. „Fall of Dorkas” – 5:16
2. „When Time Runs Out” – 5:17
3. „Timeriders” – 4:24
4. „Into the Fire” – 4:57
5. „Revolution” (cover The Beatles) – 2:59
6. „The Final Waltz” – 1:19 (utwór instrumentalny)
7. „Tsar” – 7:08
8. „The Hussar” – 4:05
9. „The Guardian” – 5:09
10. „Return of the Gods” – 5:31
11. „Silent Killer” – 4:45
12. „Victory” – 4:49

## Twórcy
Opracowano na podstawie materiału źródłowego.

- Rock 'n' Rolf – śpiew, gitara, produkcja
- Thilo Hermann – gitara
- Thomas "Bodo" Smuszynski – gitara basowa
- Angelo Sasso – perkusja
- Ralf Nowy – instrumenty klawiszowe w utworze "The Final Waltz"
- Matthias Liebetruth – dogrywanie hi-hat
- Gerhard Woelfe – nagrywanie, miksowanie
- Thorsten Herbig – zdjęcia
- Peter Dell – oprawa graficzna
- Rainer Holst – mastering
- Katharina Nowy – dodatkowa produkcja